# Council of Southern Africa Football Associations
Council of Southern Africa Football Associations (franska: Conseil des Associations de Football en Afrique Australe, portugisiska: Conselho das Associações de Futebol da África Austral) även känt som COSAFA, är södra Afrikas fotbollsförbund och är ett av CAF:s fem regionala fotbollsförbund, grundat 1997.

## Medlemmar
- Angola
- Botswana
- Komorerna
- Lesotho
- Madagaskar
- Malawi
- Mauritius
- Moçambique
- Namibia
- Réunion (associate medlem)
- Seychellerna
- Swaziland
- Sydafrika
- Zambia
- Zimbabwe

## Turneringar
COSAFA anordnar ett par regionala turneringar
- Sydafrikanska mästerskapet för herrar (U17 ·  U17)
- Sydafrikanska mästerskapet för damer (U17 ·  U20)